# Frank van der Lende
Frank van der Lende (Uithoorn, 13 december 1988) is een Nederlandse radiopresentator bij Radio Veronica.

## Biografie
Op 16-jarige leeftijd presenteerde Van der Lende zijn eerste radioprogramma op Rick.FM, de lokale omroep van Uithoorn met titel: Een Uurtje Ellende met Frank van der Lende. Vanaf 2009 was hij actief voor het radiostation AmsterdamFM waar hij op donderdagochtend de samenstelling en presentatie verzorgde voor het programma Amsterdam Wordt Wakker. Via BNN University bleef Van der Lende hangen bij BNN en werkte hij mee aan onder andere de 3FM radio programma's Coen en Sander Show, Open Radio met Timur en Rámon en @Work. Ook verzorgde hij reportages voor Radio 1 en presenteerde hij hier op zaterdag tussen 3:00 en 5:00 uur het BNN-programma Nachtbrakers.
In 2014 presenteerde Van der Lende van maandag tot en met vrijdag tussen 4:00 en 6:00 uur het programma De Bende van Van der Lende van PowNed op NPO 3FM. Begin 2015 keerde Van der Lende terug bij BNN, waar hij aanvankelijk That's Live had overgenomen van Eric Corton en samen met Timur Perlin op vrijdagavond het programma Live vanuit Klazienaveen presenteert. De bende van Van der Lende is vanaf dat moment alleen nog maar van vrijdag op zaterdagnacht te horen, als onderdeel van de Freaknacht.
Per maandag 1 juni 2015 presenteerde Van der Lende het middagprogramma "Frank" tussen 16:00 en 18:00 uur op NPO 3FM, als opvolger van de Coen en Sander Show. Hij opende zijn eerste middaguitzending op NPO 3FM met een parachutesprong richting de NPO 3FM studios in de Peperbus op het Media Park te Hilversum. Sinds het najaar van 2017 presenteert Van der Lende het weekendprogramma Frank's Feestje op vrijdag, zaterdag en zondag tussen 19:00 en 22:00 uur op NPO 3FM. Van 3 september 2018 tot en met 31 maart 2020 presenteerde Van der Lende een avondprogramma op NPO 3FM van 18:00 tot 21:00 uur. 
Daarna zette hij zijn loopbaan bij 3FM door met een radioprogramma onder de naam Frank & Eva: Welkom Bij De Club!
In 2019 was Van der Lende een van de deelnemers van het twintigste seizoen van het RTL 4-programma Expeditie Robinson, hij viel als zevende af en eindigde op de 14e plaats.
Tijdens de 4e aflevering van seizoen 6 was Van der Lende te zien in het Powned televisieprogramma  De Gevaarlijkste Wegen Van De Wereld op NPO 3.
Op 19 mei 2022 werd bekend dat het programma van Van der Lende met Eva Koreman bij NPO 3FM stopt. NPO 3FM zegt andere invulling te willen geven aan de middagshows en er vanaf september 2022 een nieuwe programmering komt.
Op 2 augustus 2022 meldde Radio Veronica dat Van der Lende samen met oud NPO 3FM collega Sander Hoogendoorn van start ging bij de commerciële radiozender. Hij zou daar op de vrijdag de vroege avondshow verzorgen. Deze show startte op 7 oktober 2022.

## Persoonlijk
Op 22 juni 2022 is Van der Lende vader geworden van een zoontje. 

## Televisieserie
| Jaar | Productie                            |
| ---- | ------------------------------------ |
| 2019 | Expeditie Robinson                   |
| 2020 | Het zijn net mensen                  |
| 2020 | Lingo vips                           |
| 2021 | Voor het blok                        |
| 2022 | De gevaarlijkste wegen van de wereld |
| 2022 | De Verraders                         |
| 2022 | Ik hou van Holland                   |
| 2023 | The Connection                       |
| 2023 | De grote muziekquiz                  |
| 2023 | Waku Waku                            |
| 2023 | Top 4000 Muziekquiz                  |
| 2024 | Wat een dag!                         |
| 2024 | Dit was het nieuws                   |

## 3FM Serious Request
Van der Lende liet zich in 2016 met Domien Verschuuren opsluiten in het Glazen Huis in Breda voor 3FM Serious Request. Dit was de eerste keer voor Van der Lende. In 2019 liep hij, samen met Eva Koreman de LifeLine, het goede doel was het tegengaan van mensenhandel.

## Erkenning
In 2015 kreeg Van der Lende een eervolle vermelding voor de Zilveren Reissmicrofoon.

## Trivia
- In 2017 reisde Van der Lende samen met zijn grootmoeder Jacqueline Turfkruyer naar Kamp Westerbork, waar zij tijdens de Tweede Wereldoorlog op transport werd gezet en vandaaruit naar Theresienstadt werd afgevoerd[3]
- De bijnaam van de presentator is 'Hoitjes', omdat dit zijn vaste begroeting is.